# Алексей Айканов
Алексей Михайлович Айканов (на руски: Алексей Михайлович Айканов) е руски офицер, поручик от Лейбгвардейски Павловски полк, участник в Руско-турската война (1877 – 1878) и битката при Горни Дъбник.

## Биография
Алексей Айканов е роден през 1850 г.  Произхожда от дворянския род Айканови от Рязанска губерния. Получава образование в Трета Петербургска гимназия, а след нея завършва Морското училище. През 1869 г. постъпва в Лейбгвардейски Павловски полк, а на следващата година е произведен в първия офицерски чин (прапоршчик). Бързо се утвърждава като отличен строеви офицер. Назначен е за батальонен, а след това и за бригаден адютант. Отличава се с прям характер, добро и отзивчиво сърце. Всички в полка го обичат и уважават.  Като младши офицер в състава на Лейбгвардейски Павловски полк участва в Руско-турската война (1877 – 1878). На 12/24 октомври 1877 в битката при Горни Дъбник при атаката на Малкия турски редут е смъртоносно прострелян в главата. Умира след пет дни на 17/29 октомври 1877 г.

## Семейство
- баща – Михаил Авксентиевич Айканов (р.1798),
- майка – Варвара Евстафиевна Айканова (Чернявская)[6],
- брат – Авксентий Михайлович Айканов (р.1837),
- сестра – Анна Михайловна Максимовская (р.1839),
- брат – Порфирий Михайлович Айканов (р.1844),
- брат – Артемий Михайлович Айканов (р.1848),
- брат – Сергей Михайлович Айканов (р.1852).[7]

## Памет
- Името на Алексей Айканов е изписано на паметната плоча на братската могила на Лейбгвардейски Павловски полк в Големия турски редут в Горни Дъбник. Днес местоположението на гроба му е неизвестно.

## Галерия
- Братската могила в Горни Дъбник
- Паметникът във вътрешността на редута
- Паметната плоча върху паметника
- Името на Айканов на паметната плоча
- Карта на турските редути при Горни Дъбник
- Превземането на Горни Дъбник